# Frühauff Keresztély
Frühauff Keresztély, Christian Frühauff (Lőcse, 1713. március 13. – Zittau, 1779. július 4.) pedagógus.

## Élete
Miután szülővárosában iskoláit bevégezte, teológiai tanulmányokra Wittenbergbe s 1734-ben a téli félévre Jenába ment; innét szülővárosába hivták meg conrectornak, hol azonban nem volt maradása, mert több felől áskálódtak ellene s üldözték. Emiatt lemondott hivataláról és 1741-ben ismét Wittenbergbe ment vissza, ahol bölcseleti doktor és a bölcseleti karnak segéde lett; innét a zittaui gymnasiumhoz ment, ahol 1748-ban ötödik tanár, 1760-ban subrector és végre conrector lett.

## Munkái
Dissertatio de Immortalitate animarum ex justitia divina derivatam praeside Ern. Christiano Schroedero ad ampliorem eruditorum disquisitionem publice proponet. Vittenbergae, 1747.
Ezen kivül még 20 munkája jelent meg külföldön.

## További irodalom
- Jöcher-Adelung, Gelehrten Lexikon. Leipzig, 1787. II. 1280. lap.
- Melzer, Biographien berühmter Zipser 329.